# Matthew Pennington
Matthew Pennington (Warrington, 6 ottobre 1994) è un calciatore inglese, difensore del Blackpool.

## Caratteristiche tecniche
È un difensore centrale.

## Carriera

### Club
Cresciuto nel settore giovanile dell'Everton, ha trascorso alcuni anni in prestito nelle serie inferiori del calcio inglese con le maglie di Tranmere, Coventry City e Walsall prima di essere confermato in prima squadra.
Ha esordito con le Toffees il 26 agosto 2015 disputando l'incontro di coppa di lega vinto ai rigori contro il Barnsley. Il 1º aprile 2017 ha invece trovato la sua prima rete in Premier League siglando il gol del momentaneo 1-1 nel derby perso 3-1 contro il Liverpool.
A partire dall'anno seguente è stato ceduto in prestito in Championship, rispettivamente a Leeds Utd, Ipswich Town e Hull City.

### Nazionale
Nel 2013 ha giocato una partita con la nazionale inglese Under-19.